# Scatec
Scatec ASA er en norsk virksomhed indefor vedvarende energi-systemer. Virksomheden blev etableret af Alf Bjørseth i 2007 og har hovedkvarter i Oslo. De to største aktionærer er Scatec Innovation og Equinor. Scatec udvikler, installerer og driver større solenergi-projekter og vandkraft-infrastruktur.